# Thomas Scallan
Thomas Scallan est un prélat franciscain né vers 1766 à Churchtown (comté de Wexford) et mort le 28 mai 1830 à Saint-Jean de Terre-Neuve.

## Biographie
Il est vicaire apostolique de Saint-Jean de Terre-Neuve de 1816 à 1830, évêque titulaire de Dragobitia (de) et coadjuteur de Patrick Lambert.